# Merhawi Kudus
Merhawi Kudus Ghebremedhin (tig. መርሃዊ ቕዱስን ገብረመድኅን; Asmara, 23 gennaio 1994) è un ciclista su strada eritreo, che corre per il team Burgos-Burpellet-BH, è professionista dal 2014.

## Palmarès

### Strada
- 2012 (Under-23)

1ª tappa Tour du Rwanda (Kigali > Nyagatare)
- 2013 (World Cycling Centre)

4ª tappa Giro d'Eritrea (Keren > Asmara)
Freccia dei Vini
3ª tappa Tour de Côte d'Or
Classifica generale Tour de Côte d'Or
- 2018 (Dimension Data, una vittoria)

Campionati eritrei, Prova in linea
- 2019 (Astana Pro Team, tre vittorie)

2ª tappa Tour du Rwanda (Kigali > Huye)
3ª tappa Tour du Rwanda (Huye > Rubavu)
Classifica generale Tour du Rwanda
- 2021 (Astana-Premier Tech, una vittoria)

Campionati eritrei, Prova a cronometro
- 2022 (EF Education - EasyPost, una vittoria)

Campionati eritrei, Prova in linea
- 2024 (Terengganu Polygon Cycling Team, due vittorie)

4ª tappa Tour de Banyuwangi Ijen (Boom Marina > Ijen)
Classifica generale Tour de Banyuwangi Ijen

#### Altri successi
- 2013 (World Cycling Centre/Bretagne)

Classifica scalatori La Tropicale Amissa Bongo
Classifica giovani Vuelta Ciclista a León
- 2014 (MTN-Qhubeka)

Classifica giovani Route du Sud
- 2015 (MTN-Qhubeka)

Campionati africani, Cronometro a squadre
- 2017 (Dimension Data)

Classifica giovani Tour of Oman
- 2024 (Terengganu Cycling Team)

Campionati africani, Cronometro a squadre
Classifica scalatori Tour de Banyuwangi Ijen

## Piazzamenti

### Grandi Giri
- Giro d'Italia

2016: 37º
2022: 61º
- Tour de France

2015: 84º
- Vuelta a España

2014: 92º
2016: 38º
2017: ritirato (7ª tappa)
2018: 31º
2020: 58º
2022: 78º

### Classiche monumento
- Milano-Sanremo

2014: 104º
- Liegi-Bastogne-Liegi

2015: 51º
2016: 53º
2020: 59º
- Giro di Lombardia

2018: 70º

### Competizioni mondiali
- Campionati del mondo

Toscana 2013 - In linea Under-23: 15º
Ponferrada 2014 - In linea Under-23: 25º
Richmond 2015 - Cronometro Under-23: 21º
Richmond 2015 - In linea Under-23: 11º
Doha 2016 - Cronometro Under-23: 44º
Doha 2016 - In linea Under-23: 20º
Innsbruck 2018 - In linea Elite: 41º
Yorkshire 2019 - In linea Elite: non partito
Imola 2020 - In linea Elite: 67º
Fiandre 2021 - In linea Elite: 50º
Wollongong 2022 - In linea Elite: 69º
- Giochi olimpici

Tokyo 2020 - In linea: 55º